# Henri Berr
Henri Berr (Lunéville, 31 de janeiro de 1863 – Paris, 19 de novembro de 1954) foi um filósofo francês, conhecido como fundador do periódico Revue de Synthèse. É reconhecido por ter movido o centro de gravidade do estudo da história na França, de acordo com suas ideias sobre síntese. A despeito da falta de reconhecimento de seus conceitos pelo estabelecimento acadêmico da época, e seu efeito adverso em sua carreira, causou grande impacto sobre a nova geração de historiadores franceses. É considerado por ter antecipado aspectos significantes da Escola dos Annales.

## Obras
- Vie et science. Lettres d'un vieux philosophe strasbourgeois et d'un étudiant parisien. Paris, Armand Colin, 1894.
- La Synthèse des connaissances et l'histoire. Essai sur l'avenir de la philosophie, Paris, Hachette, 1898 (thèse de doctorat).
- L'Avenir de la philosophie. Esquisse d'une synthèse des connaissances fondée sur l'histoire. Paris, Hachette, 1899 (republication of the thèse).
- Peut-on refaire l'unité morale de la France ?. Paris, Armand Colin, 1901.
- La Synthèse en histoire. Essai critique et théorique, Paris, Félix Alcan, 1911.
- La Guerre allemande et la paix française. Paris, La Renaissance du livre, 1919.
- L'Histoire traditionnelle et la Synthèse historique. Paris, Félix Alcan, 1921.
- L'Encyclopédie et les encyclopédistes. Paris, Bibliothèque nationale, 1932 (exposition organisée par le Centre international de synthèse ; avant-propos de Henri Berr).
- En marge de l'histoire universelle. Paris, La Renaissance du livre, 1934 (plusieurs rééditions jusqu'à : Paris, Albin Michel, 1953)
- L'Hymne à la vie. Roman. Paris, Albin Michel, 1945.
- Problèmes d'avenir. Le Mal de la jeunesse allemande. Paris, Albin Michel, 1946.
- Allemagne, le contre et le pour. Paris, Albin Michel, 1950.
- La Synthèse en histoire. Son rapport avec la synthèse générale. Paris, Albin Michel, 1953 (nouvelle édition).
- La montée de l'esprit. Bilan d'une vie et d'une oeuvre. Paris, Albin Michel, 1955.
- Du Scepticisme de Gassendi (traduction de la thèse latine soutenue par Henri Berr en 1898). Paris, Albin Michel, 1960.